# L.A., I Hate You
Pour plus de détails, voir Fiche technique et Distribution.
L.A., I Hate You est un film américain réalisé par Yvan Gauthier, sorti en 2011. Il a été présenté au Festival international du film policier de Beaune 2011, ainsi qu'aux 24e Rencontres Cinématographiques de Cannes (2011).

## Synopsis
Un mari désespéré regrette d'avoir commandité le meurtre de sa femme handicapée. Alors qu'il décide d'arrêter ce meurtre, une série d'évènements incontrôlables commence à se produire.
Ce film s'inspire de faits réels s'étant passés à Los Angeles, et se présente sous forme de plusieurs histoires qui se recoupent.

## Fiche technique
- Titre : L.A., I Hate You
- Réalisation : Yvan Gauthier
- Scénario : Yvan Gauthier et Paul Conway
- Musique : Luigie Gonzalez
- Photographie : Nicolas Harvard
- Montage : Yvan Gauthier
- Décors : Danielle Osborne
- Costumes : Christiana Rubin
- Production : Cherelle George et Warren Ostergard
  - Production exécutive : Nick Chandler
- Sociétés de production : Vitamin A Films
- Sociétés de distribution : Universal Pictures
- Pays d’origine : États-Unis
- Langue originale : anglais
- Format : Couleur - 2,35:1
- Genre : Drame
- Durée : 93 minutes
- Classification : interdiction aux moins de 18 ans à sa sortie en salles en Irlande, Corée du Sud, Royaume-Uni

## Distribution
- Malcolm McDowell : Harold Weintraub
- William Forsythe : Oncle Rip
- Rebecca Da Costa : Natasha
- Dedee Pfeiffer : Le directeur de casting
- Gregory Itzin : George
- Kate Danson : Katie

## Récompense
- Festival international du film policier de Beaune 2011 : Prix Sang Neuf